# Epidendrum pachyphyton
Epidendrum pachyphyton är en orkidéart som beskrevs av Leslie Andrew Garay. Epidendrum pachyphyton ingår i släktet Epidendrum och familjen orkidéer. Inga underarter finns listade i Catalogue of Life.